# Mats Lindberg (statsvetare)
Mats Lindberg, född 1947, tidigare Mats Dahlkvist, är en svensk professor emeritus i statskunskap.

## Biografi
Lindberg har en fil.kand.-examen från 1971 vid Uppsala universitet i historia, statskunskap, ekonomisk historia, engelska språket samt vetenskapsteori, och disputerade 1979 på en avhandling om Karl Marx:s Kapitalet. Hans doktorsavhandling har fått förnyat intresse efter finanskrisen 2008 och utkom hösten 2013 i ett nytryck. Samtidigt utkom en nyutgåva av Kapitalet med ett förord av Lindberg, och han var en av talarna på konferensen "Marx 2013".
Lindberg blev 1986 docent vid Göteborgs universitet, 1998 biträdande professor vid Karlstads universitet, samt professor i statsvetenskap vid Örebro universitet år 2000 där han även varit prefekt för samhällsvetenskapliga institutionen.
Lindberg har med start 2013 lett ett projekt för att redigera och digitalisera Herbert Tingstens samlade statsvetenskapliga skrifter och politiska publicistik, som finns samlat i Tingstensamlingen.

## Utmärkelser
- 2008 – Örebro studentkårs pedagogiska pris[7]